# Liste der Stolpersteine im Komitat Pest

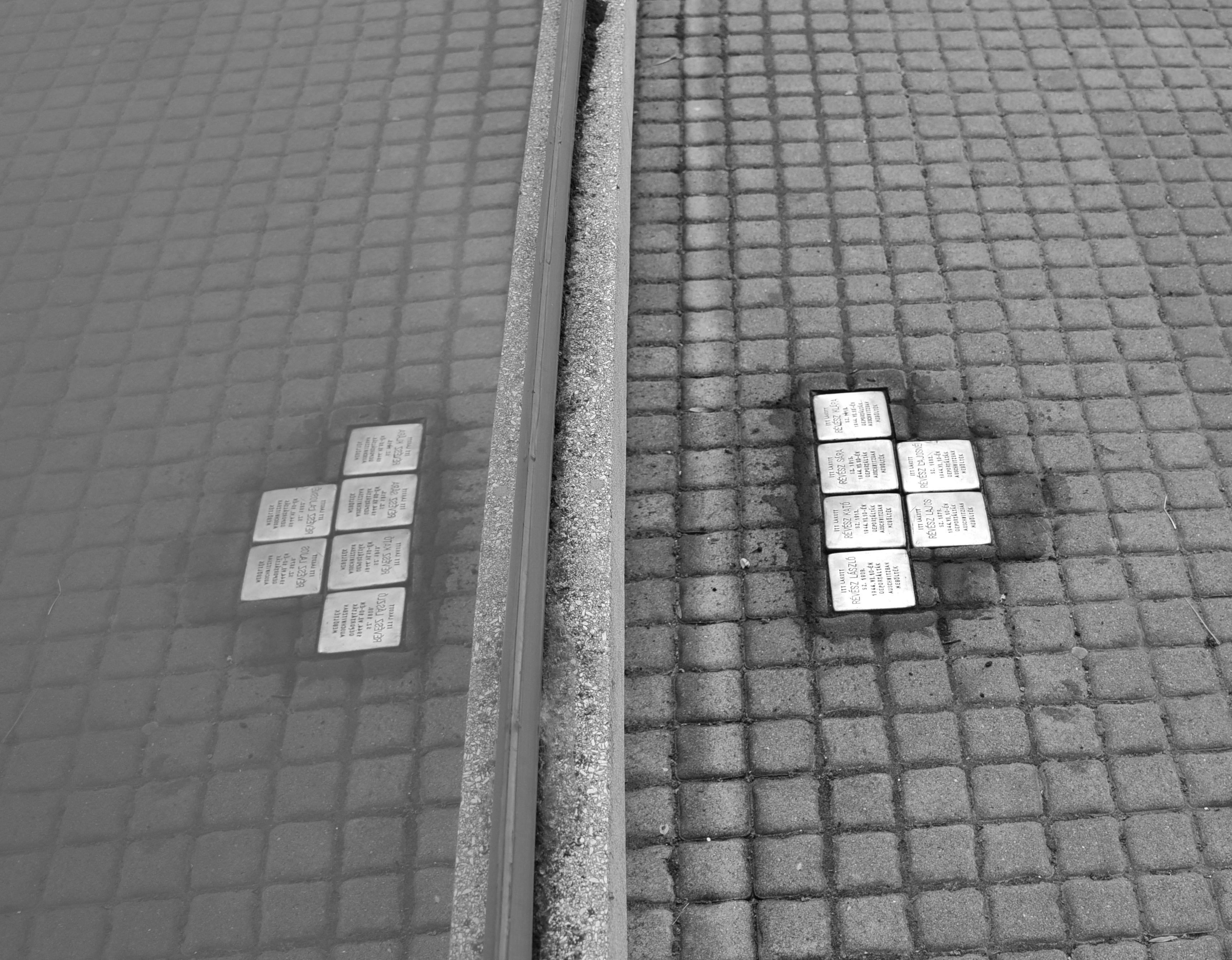
Stolpersteine in Nagykőrös für sechs Opfer der Familie Révész

Die Liste der Stolpersteine im Komitat Pest enthält die Stolpersteine, die im Komitat Pest in Zentralungarn verlegt wurden. Stolpersteine erinnern an das Schicksal der Menschen, welche von den Nationalsozialisten ermordet, deportiert, vertrieben oder in den Suizid getrieben wurden. Die Stolpersteine wurden von Gunter Demnig verlegt und liegen im Regelfall vor dem letzten selbstgewählten Wohnsitz des Opfers. Stolpersteine heißen auf Ungarisch Botlatókő.
Die ersten Verlegungen in diesem Komitat fanden am 18. Juni 2007 in Nagykőrös statt.
Die ungarische Namensschreibung setzt den Familiennamen stets an die erste Stelle. Zudem besteht in Ungarn die Tradition, dass verheiratete Frauen mit Vor- und Zuname ihres Ehemannes bezeichnet werden – mit der zusätzlichen Endung -né nach dem Vornamen des Ehemannes. Die Frau von Bónis Adolf heißt also Bónis Adolfné. Auf den Stolpersteinen ist zumeist in der Zeile darunter der Mädchenname der Frau eingraviert.

## Verlegte Stolpersteine

### Abony
In Abony wurden zwei Stolpersteine an einer Adresse verlegt.
| Stolperstein | Übersetzung | Verlegeort    | Name, Leben              |
| ------------ | --- | ------------- | ------------------------ |
|              | HIER WOHNTE DR. GEZA RÉVÉSZ JG. 1876 DEPORTIERT NACH ÖSTERREICH ERMORDET MÄRZ 1945 IM KONZENTRATIONSLAGER WAIDHOFEN AN DER THAYA | Ceglédi út. 3 | Géza Révész              |
|              | HIER WOHNTE DIE FRAU VON DR. GEZA RÉVÉSZ SARLOTA ROTH JG. 1886 DEPORTIERT ERMORDET IM JUNI 1944 IN AUSCHWITZ                     | Ceglédi út. 3 | Sarlota Révész geb. Roth |

### Cegléd
In Cegléd wurde ein Stolperstein verlegt.
| Stolperstein | Übersetzung                                                                         | Verlegeort                    | Name, Leben                 |
| ------------ | ----------------------------------------------------------------------------------- | ----------------------------- | --------------------------- |
|              | HIER WOHNTE KÁROLY SOLYMOSI GEB. 1919 ZWANGSARBEIT ERMORDET 17.1.1943 IN DON KANYAR | Kossuth Ferenc utca 23 Cegléd | Károly Solymosi (1919–1943) |

### Nagykörös
In Nagykőrös wurden sechs Stolpersteine an einer Adresse verlegt.
| Stolperstein | Übersetzung                                                                                 | Verlegeort      | Name, Leben    |
| ------------ | ------------------------------------------------------------------------------------------- | --------------- | -------------- |
|              | HIER WOHNTE KATÓ RÉVÉSZ JG. 1913 10.6.1944 DEPORTIERT NACH AUSCHWITZ ERMORDET               | Szabadság tér 9 | Kató Révész    |
|              | HIER WOHNTE KLÁRA RÉVÉSZ JG. 1919 10.6.1944 DEPORTIERT NACH AUSCHWITZ ERMORDET              | Szabadság tér 9 | Klára Révész   |
|              | HIER WOHNTE LAJOS RÉVÉSZ JG. 1879 10.6.1944 DEPORTIERT NACH AUSCHWITZ ERMORDET              | Szabadság tér 9 | Lajos Révész   |
|              | HIER WOHNTE DIE FRAU VON LAJOS RÉVÉSZ JG. 1882 10.6.1944 DEPORTIERT NACH AUSCHWITZ ERMORDET | Szabadság tér 9 | Lajosné Révész |
|              | HIER WOHNTE LÁSZLÓ RÉVÉSZ JG. 1909 10.6.1944 DEPORTIERT NACH AUSCHWITZ ERMORDET             | Szabadság tér 9 | László Révész  |
|              | HIER WOHNTE SÁRA RÉVÉSZ JG. 1915 10.6.1944 DEPORTIERT NACH AUSCHWITZ ERMORDET               | Szabadság tér 9 | Sára Révész    |

### Szentendre
In Szentendre wurden vier Stolpersteine an zwei Adressen verlegt.
| Stolperstein | Übersetzung | Verlegeort    | Name, Leben                    |
| ------------ | --- | ------------- | ------------------------------ |
|              | HIER WOHNTE ALADÁR PERLUSZ JG. 1894 DEPORTIERT 1944 ERMORDET IM JULI 1944 AUSCHWITZ                                | Fő tér 2      | Aladár Perlusz                 |
|              | HIER WOHNTE DIE FRAU VON ALADÁR PERLUSZ GEB. ILONA POPPER JG. 1894 DEPORTIERT 1944 ERMORDET IM JULI 1944 AUSCHWITZ | Fő tér 2      | Ilona Perlusz, geborene Popper |
|              | HIER WOHNTE ISTVÁN VAS JG. 1901 DEPORTIERT 1944 ERMORDET IM JULI 1944 AUSCHWITZ                                    | Bercsényi u 1 | István Vas                     |
|              | HIER WOHNTE DIE FRAU VON ISTVÁN VAS GEB. ILONA JÓNAP JG. 1914 DEPORTIERT 1944 ERMORDET IM JULI 1944 AUSCHWITZ      | Bercsényi u 1 | Ilona Vas, geborene Jónap      |

### Vác
In Vác wurden zwei Stolpersteine an einer Adresse verlegt.
| Stolperstein | Übersetzung | Verlegeort                   | Name, Leben                              |
| ------------ | --- | ---------------------------- | ---------------------------------------- |
|              | HIER WOHNTE HERZFELD ABELES JOZEFIN PERL GEB. 1894 MAI 1944 GHETTO VON VÁC DEPORTIERT NACH MONOR NACH AUSCHWITZ ERMORDET IM JULI 1944 | Széchenyi István utca 12 Vác | Abeles Jozefin Perl Herzfeld (1894–1944) |
|              | HIER WOHNTE HERZFELD MÓR MÓZES GEB. 1893 MAI 1944 GHETTO VON VÁC DEPORTIERT NACH MONOR NACH AUSCHWITZ ERMORDET IM JULI 1944           | Széchenyi István utca 12 Vác | Mór Mózes Herzfeld (1893–1944)           |

## Verlegedaten
Die Stolpersteine in diesem Komitat wurden von Gunter Demnig persönlich an folgenden Tagen verlegt:
- 18. Juni 2007: Nagykőrös[2]
- 11. August 2016: Abony[3]
- 10. August 2018: Szentendre
- 13. September 2019: Vác
- 21. Juli 2021: Cegléd